# The One (Canción de Counterline)
«The One». (en español: «La única») es el primer sencillo del álbum One   de Counterline
La canción fue utilizada como sencillo promocional que se lanzó en el día 16 de octubre en plataformas digitales en sencillo,  
La banda dijo que tenían dudas respecto a lanzar "The One" como primer sencillo debido por ser una balada. después de llegar a un consenso con la compañía discográfica Lions Pride Music se decidió que sería el sencillo principal del disco, el cual tuvo gran aceptación en distintas emisoras en los Estados Unidos y en Europa. 

## Video musical
Fue dirigido por “Milton Rocha” , según distintas entrevistas realizadas a la agrupación, se quería dar un mensaje abstracto y alejado de los clichés que se muestran comúnmente en videos musicales. El mensaje tiene que ver con el encuentro con el ser amado después de las dificultades que puedan presentarse en la vida.  